# Cabezas de Alambre
Cabezas de Alambre é um município da Espanha na província de Ávila, comunidade autónoma de Castela e Leão, de área 11,8 km² com população de 185 habitantes (2007) e densidade populacional de 15,68 hab./km².

## Demografia
| Variação demográfica do município entre 1991 e 2004 | Variação demográfica do município entre 1991 e 2004 | Variação demográfica do município entre 1991 e 2004 | Variação demográfica do município entre 1991 e 2004 |
| --------------------------------------------------- | --------------------------------------------------- | --------------------------------------------------- | --------------------------------------------------- |
| 1991                                                | 1996                                                | 2001                                                | 2004                                                |
| 307                                                 | 257                                                 | 208                                                 | 199                                                 |